# Argus (альбом)
Argus — третий студийный альбом британской рок-группы Wishbone Ash, вышедший в 1972 году.

## Об альбоме
Argus самая популярная и одна из самых разноплановых работ группы из Девона. Читатели журналов «Sounds» и «Melody Maker» назвали Argus лучшим альбомом 1972 года. В музыкальном плане запись представляет собой сочетание фолка, прогрессив-рока, хард-рока и классики. Основными темами альбома являются рыцарство и война. Альбом был спродюсирован Дереком Лоуренсом, известным по работе с британской хардроковой группой Deep Purple. В качестве звукоинженера выступил Мартин Бирч, также тесно сотрудничавший с Deep Purple, а позже работавший с Iron Maiden и множеством других известных тяжёлых рок-групп.
Обложка альбома была оформлена дизайнерской студией Hipgnosis.
«Argus» занял 3-е место в хит-параде Великобритании и 169-е место в хит-параде американского журнала «Billboard».

## Список композиций
Слова и музыка всех песен — Энди Пауэлл, Мартин Тёрнер, Тэд Тёрнер и Стив Аптон.
| №  | Название                                                        | Длительность |
| -- | --------------------------------------------------------------- | ------------ |
| 1. | «Time Was» (вокал — Тэд Тёрнер, Мартин Тёрнер)                  | 9:42         |
| 2. | «Sometime World» (вокал — Мартин Тёрнер, Энди Пауэлл)           | 6:55         |
| 3. | «Blowin' Free» (вокал — Мартин Тёрнер, Энди Пауэлл, Тэд Тёрнер) | 5:18         |

| №  | Название                                                    | Длительность |
| -- | ----------------------------------------------------------- | ------------ |
| 4. | «The King Will Come» (вокал — Мартин Тёрнер, Энди Пауэлл)   | 7:06         |
| 5. | «Leaf and Stream» (вокал — Мартин Тёрнер)                   | 3:55         |
| 6. | «Warrior» (вокал — Мартин Тёрнер, Энди Пауэлл)              | 5:53         |
| 7. | «Throw Down the Sword» (вокал — Мартин Тёрнер, Энди Пауэлл) | 5:55         |

## Участники записи
- Мартин Тёрнер — бас-гитара, вокал
- Энди Пауэлл — гитара, вокал
- Тэд Тёрнер — гитара, вокал
- Стив Аптон — ударные